# ترز کافی
ترز آن کافی (۱۸ نوامبر ۱۹۷۱) یک سیاستمدار بریتانیایی است که از ۶ سپتامبر تا ۲۵ اکتبر ۲۰۲۲ قائم‌مقام نخست‌وزیر بریتانیا و وزیر بهداشت و مراقبت‌های اجتماعی بود. او که یکی از اعضای حزب محافظه کار است، قبلاً به عنوان وزیر امور کار و بازنشستگی از سال ۲۰۱۹ تا ۲۰۲۲ خدمت کرده‌است. کافی از سال ۲۰۱۰ عضو پارلمان (MP) برای سوفولک ساحلی است.
کافی در زمان نخست‌وزیر ترزا می، به عنوان وزیر محیط‌زیست و فرصت‌های روستایی از سال ۲۰۱۶ تا ۲۰۱۹ خدمت کرد. پس از استعفای امبر راد از کابینه جانسون، کافی در سپتامبر ۲۰۱۹ به سمت وزیر امور کار و بازنشستگی منصوب شد. پس از استعفای جانسون در سال ۲۰۲۲، کافی از ائتلاف لیز تراس برای رهبری محافظه‌کاران حمایت کرد. پس از انتصاب تراس به عنوان نخست‌وزیر بریتانیا، وی کافی را به عنوان وزیر سلامت و مراقبت‌های اجتماعی و قائم‌مقام نخست‌وزیر منصوب کرد.